# Marie Dressler
Marie Dressler (Cobourg, 9 de novembre de 1868 – Santa Barbara, 28 de juliol de 1934) va ser una actriu canadenca.

## Biografia
Dressler va néixer a Cobourg (Ontario), filla d'Alexander Rudolph Koerber (austríac) i Anna Henderson. Va iniciar la seva carrera artística als catorze anys. Va debutar a Broadway el 1892. Inicialment, desitjava fer carrera com a cantant d'òpera, però va acabar fent vodevil.
A començaments dels anys 1900, Dressler va esdevenir una estrella del vodevil. El 1902, va conèixer Mack Sennett, a qui va ajudar a trobar una feina al teatre. A més del seu treball teatral, Dressler va realitzar enregistraments per a Edison Records el 1909 i 1910. Després que Sennett es convertís en l'amo del seu propi estudi d'enregistrament, va convèncer Dressler perquè protagonitzés Tillie's Punctured Romance, al costat de Charlie Chaplin. Dressler va actuar en dues seqüeles de la pel·lícula i en altres comèdies fins al 1918, quan va continuar fent vodevil.
El 1919, durant la vaga de l'Actors Equity Association a Nova York, es va crear la Chorus Equity Association i Dressler va esdevenir la primera presidenta de l'associació. El 1927, a causa de la seva relació amb la vaga, les companyies teatrals la van col·locar en una llista negra. Tanmateix, gràcies a l'ajuda del cap de Metro-Goldwyn-Mayer, Louis B. Mayer, va poder tornar a actuar al cinema.
El 1929, Dressler va quedar aturada novament, per la qual cosa es va unir a la companyia teatral d'Edward Everett Horton a Los Angeles. Poc després, a causa de l'aparició del cinema sonor, va sorgir una demanda per a artistes teatrals experimentats, i Dressler va abandonar la companyia d'Horton.
Després de tenir diversos papers secundaris en pel·lícules sonores poc reeixides, Frances Marion, una guionista de MGM a qui Dressler havia conegut durant la filmació de Tillie Wakes Up, va fer servir la seva influència perquè Irving G. Thalberg oferís alguns papers secundaris a Dressler en pel·lícules com Breakfast at Sunrise i Chasing Rainbows. Thalberg també li va donar a Dressler el paper de Marthy en Anna Christie, protagonitzada per Greta Garbo. Posteriorment, MGM va firmar un contracte amb Dressler amb un sou de 500 dòlars setmanals.
Malgrat tenir més de seixanta anys, Dressler es va fer coneguda a Hollywood. Per la seva actuació en Min and Bill, va rebre l'Oscar a la millor actriu el 1931. El 1932, va rebre una nominació al mateix premi per la seva actuació en Emma. Dressler va realitzar diverses pel·lícules reeixides el 1933, incloent-hi la comèdia El sopar és a les vuit. Tanmateix, la seva carrera va arribar al final quan va ser diagnosticada de càncer terminal. Dressler va morir a Santa Bàrbara (Califòrnia) i va ser enterrada en el Forest Lawn Memorial Park, a Glendale (Califòrnia).

## Filmografia parcial
| Any  | Pel·lícula                               | Paper                       | Notes                             |
| ---- | ---------------------------------------- | --------------------------- | --------------------------------- |
| 1910 | Actors' Fund Field Day                   | Ella mateixa                |                                   |
| 1914 | Tillie's Punctured Romance               | Tillie Banks                |                                   |
| 1915 | Tillie's Tomato Surprise                 | Tillie Banks                |                                   |
| 1917 | Fired                                    |                             | Paper curt, guió i direcció       |
| 1917 | The Scrub Lady                           |                             |                                   |
| 1917 | Tillie Wakes Up                          | Tillie Tinkelpaw            |                                   |
| 1918 | The Red Cross Nurse                      |                             |                                   |
| 1918 | The Agonies of Agnes                     |                             |                                   |
| 1927 | Breakfast at Sunrise                     | Reina                       |                                   |
| 1927 | The Joy Girl                             | Mrs. Heath                  |                                   |
| 1927 | The Callahans and the Murphys            | Mrs. Callahan               |                                   |
| 1928 | The Patsy                                | Ma Harrington               |                                   |
| 1928 | Bringing Up Father                       | Annie Moore                 |                                   |
| 1929 | Voice of Hollywood                       | Ella mateixa                | No surt als crèdits               |
| 1929 | The Vagabond Lover                       | Mrs. Ethel Bertha Whitehall |                                   |
| 1929 | Dangerous Females                        |                             |                                   |
| 1929 | The Hollywood Revue of 1929              | Ella mateixa                |                                   |
| 1929 | The Divine Lady                          | Mrs. Hart                   |                                   |
| 1930 | The Voice of Hollywood No. 14            | Ella mateixa                | No surt als crèdits               |
| 1930 | Screen Snapshots Series 9, No. 14        | Ella mateixa                |                                   |
| 1930 | The March of Time                        | Ella mateixa                |                                   |
| 1930 | Anna Christie                            | Marthy Owens                |                                   |
| 1930 | Derelict                                 |                             |                                   |
| 1930 | Let Us Be Gay                            | Mrs. 'Bouccy' Bouccicault   |                                   |
| 1930 | Caught Short                             | Marie Jones                 |                                   |
| 1930 | One Romantic Night                       | Princesa Beatrice           |                                   |
| 1930 | The Girl Said No                         | Hettie Brown                |                                   |
| 1930 | Chasing Rainbows                         | Bonnie                      |                                   |
| 1930 | Min and Bill                             | Min Divot                   | Oscar a la millor actriu          |
| 1931 | Jackie Cooper's Birthday Party           | Ella mateixa                |                                   |
| 1931 | Politics                                 | Hattie Burns                |                                   |
| 1931 | Reducing                                 | Marie Truffle               |                                   |
| 1932 | Prosperity                               | Maggie Warren               |                                   |
| 1932 | Emma                                     | Emma Thatcher Smith         | Nominada—Oscar a la millor actriu |
| 1933 | Going Hollywood                          | Ella mateixa                | No surt als crèdits               |
| 1933 | El sopar és a les vuit (Dinner at Eight) | Carlotta Vance              |                                   |
| 1933 | Tugboat Annie                            | Annie Brennan               |                                   |
| 1933 | Christopher Bean                         | Abby                        |                                   |